# Nannophrys ceylonensis
Nannophrys ceylonensis é uma espécie de anfíbio da família Ranidae.
É endémica do Sri Lanka.
Os seus habitats naturais são: florestas subtropicais ou tropicais húmidas de baixa altitude, regiões subtropicais ou tropicais húmidas de alta altitude e rios.